# Криостат
Криостат (частный случай термостата) — устройство теплоизолированное от окружающей среды для получения низкой температуры, менее −60 °C (200 К). В нём низкая температура поддерживается за счёт обмена теплом с посторонним источником низких температур. В качестве такого источника используют криоагенты, такие как жидкие газы с низкими температурами конденсации (азот, водород, гелий).

## Структура
В любом криостате необходима теплоизоляция рабочего объёма от окружающей среды. Чем ниже температура рабочего объёма, тем выше требования к теплоизоляции. В криостатах, заполняемых жидким азотом или кислородом, часто используется высоковакуумная теплоизоляция. Для гелиевых криостатов помимо такой изоляции используют дополнительные охлаждённые высоковакуумные сосуды (криостат в криостате), поэтому потери за счёт излучения тепла с наружных стенок снижаются. В качестве хладагента для внешних стенок можно использовать вспомогательным криоагентом (например, жидким азотом). Тогда область с жидким азотом окружает криостат с охлаждаемой жидким гелием камерой. Если охлаждаемый объём помещают в жидкость, то температура образца меняется в довольно узких рамках жидкого состояния, поэтому обычно охлаждаемый объём располагают либо в парах криоагента или просто на теплообменнике.
Существуют системы, не использующие криоагенты в жидком виде, так называемые сухие (англ. Cryogen free) криостаты. В этом случае в качестве рабочего тела используют гелий под высоким давлением, который прокачивается через пористый материал в режиме расширения газа в область с пониженным давлением, что приводит к охлаждению.

## Достижимые температуры
Для получения температур до 77 К используют жидкий азот в сосудах Дьюара, до 1,5 К — жидкий гелий-4 в сосудах Дьюара с откачкой, до 0,24 К — гелий-3 в криостатах замкнутого цикла, до 10 мК — смесь гелий-3 и гелий-4 в рефрижераторах растворения.

## Применение
Криостаты применяются не только для охлаждения малого объёма до минимальных температур, но и для охлаждения массивных сверхпроводящих магнитов до температур ниже критических значений.
Температуру рабочего объёма в криостате можно контролировать используя нагреватели, изменяя давление паров над заполняющим криостат криоагентом или подогревая пары криоагента или за счёт простого теплообмена между металлическим деталями и образцом.

## Классификация криостатов
Криостаты различаются
- по роду применяемого криоагента (азотные, гелиевые, водородные и т. д.);
- по материалу, из которого они сделаны (стеклянные, металлические, пластмассовые);
- по назначению (для радиотехнических, оптических, медицинских и др. исследований, для сверхпроводящих магнитов, приёмников излучения и т. д.).